# جیانی استنسنس
جیانی استنسنس (انگلیسی: Gianni Stensness؛ زادهٔ ۷ فوریهٔ ۱۹۹۹) بازیکن فوتبال اهل استرالیا است.
از باشگاه‌هایی که در آن بازی کرده‌است می‌توان به باشگاه فوتبال وایکینگ، باشگاه فوتبال ولینگتون فونیکس، و باشگاه فوتبال سنترال کوئست مارینرز اشاره کرد.
وی همچنین در تیم‌های ملی فوتبال زیر ۲۰ سال استرالیا و نیوزیلند، زیر ۲۳ سال نیوزیلند و بزرگسالان استرالیا بازی کرده‌است.